# 前頭眼野

ブロードマン8野

前頭眼野（ぜんとうがんや、Frontal Eye Fields、 FEF）は霊長類の前頭葉に存在する皮質領域で、ブロードマン第8野（BA8）に位置する。前頭眼野は視野の知覚・意識を目的としたサッケード（急速眼球運動）および随意的眼球運動を司り、傍正中橋網様体を介して外眼筋と間接的に連絡している。ヒトでは、中前頭回と中心前回の交差部付近の前頭部と頭頂部の二つの部分から成る領域として同定されることがより正確である。

## 機能
前頭眼野は、視覚的注意の制御および眼球運動の制御において重要な役割を果たす大脳皮質領域である。FEFへの電気刺激によりサッケードが誘発され、FEFはレチノトピックな座標系でサッケードの目標を表象する。
前頭眼野は、随意的サッケードや追従眼球運動の開始時に活性化されることが報告されている。さらに、純粋な感覚処理にも関与し、上丘―内側膝状体背側核―前頭眼野を経る“高速脳”経路の一部であるという証拠がある。
ヒトにおいては、視覚刺激への前頭眼野の最初の応答が約45ミリ秒で生じ、その後の視覚刺激変化に関連する応答は45～60ミリ秒の間に観察される（これは一次視覚野の反応時間とほぼ同等である）。この高速経路は聴覚入力にも寄与し、24ミリ秒という短い時間から、聴覚特性による影響は30～60ミリ秒で認められる。
前頭眼野は補足眼野（SEF）、頭頂間溝、上丘とともに、特に前頭眼野の位置する側の対側への眼球運動の生成・制御に関与する主要な脳領域の一角を成す。また、視覚皮質との双方向性結合を通じて、空間的注意の潜在的配分にも重要な役割を担う。

## 臨床的意義

### 病変
前頭眼野への単側の興奮性刺激（例：前頭葉発作）では、両眼は刺激と反対側へ共同偏視する。逆に、前頭眼野の単側破壊性病変では、両眼は病変側へ偏向する。